# Stipa setacea
Stipa setacea är en gräsart som beskrevs av Robert Brown. Stipa setacea ingår i släktet fjädergrässläktet, och familjen gräs. Inga underarter finns listade i Catalogue of Life.